# Pyramidanthe
Pyramidanthe es un género de plantas fanerógamas  perteneciente a la familia de las anonáceas que tiene dos especies. Son nativas del sudeste de Asia.

## Taxonomía
El género fue descrito por Friedrich Anton Wilhelm Miquel y publicado en Annales Museum Botanicum Lugduno-Batavi 2: 39. 1865.

## Especies
- Pyramidanthe prismatica Merr.
- Pyramidanthe rufa Miq.